# Cookson Group
Die Cookson Group plc. war ein britischer Mischkonzern mit Unternehmenssitz in der Fleet Street in London. Das Unternehmen war bis zuletzt an der London Stock Exchange notiert und Teil des FTSE 250 Index. Das Unternehmen war in drei Geschäftsfelder aufgeteilt: Feuerfestkeramik (Engineered Ceramics), Löt- und Spezialchemikalien (Performance Materials) und Edelmetallaufbereitung (Precious Metals Processing).
Nach einer mehr als 300-jährigen Unternehmensgeschichte hat sich das Unternehmen am 18. Dezember 2012 aufgespalten. Die Division Performance Materials wurde als eigenständiges Unternehmen, mit dem Namen Alent, in London an die Börse gebracht. Gleiches gilt für die Division Engineered Ceramics, die nun unter dem Namen Vesuvius formiert. Cookson Precious Metals wurde von Heimerle + Meule übernommen.

## Geschäftsfelder
Die Cookson Group beschäftigte in ihren drei Geschäftsfeldern mehr als 15.500 Mitarbeiter in über 40 Ländern.
Cookson Engineered Ceramics bildete zuletzt mit einem Umsatzanteil von 60 % (1.686,00 Mio. £) am Gesamtumsatz der Gruppe den größten Geschäftsbereich. Dort waren mehr als 11.000 Mitarbeiter beschäftigt. Die Hauptmarke des Bereiches war „Vesuvius“ mit Hauptsitz in Kraainem, Belgien.
Cookson Performance Materials hatte einen Umsatzanteil von 29 % (814,00 Mio. £) und 2.700 Mitarbeiter. Hauptmarken waren „Enthone“ und „Alpha“ mit Hauptsitz in Providence, USA.
Cookson Precious Metals Processing mit einem Umsatzanteil von 11 % (326,00 Mio. £) und 1.500 Mitarbeitern hatte seinen Hauptsitz in Attleboro, USA.

## Ehemalige Aktionärsstruktur
Über 5 % der Anteile (Stand 31. Dezember 2009)
- BlackRock: 11,02 %
- Standard Life: 7,03 %
- AXA: 5,92 %
- JPMorgan Chase: 5,46

## Cookson Group Deutschland

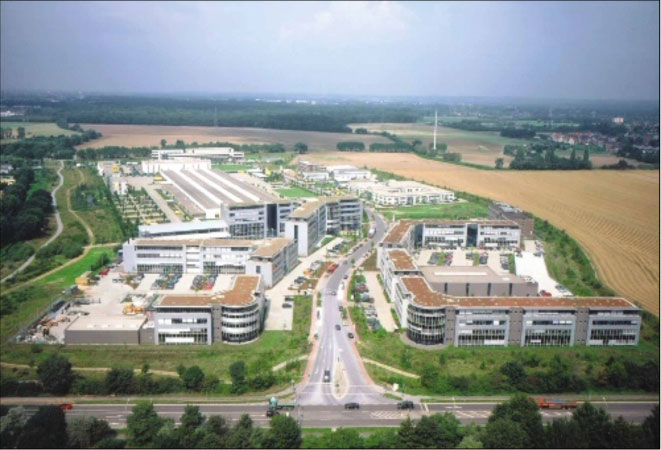
Alent Germany GmbH (vormals Cookson Performance Materials), Langenfeld

In Deutschland war die Cookson Group mit zwei Geschäftsbereichen vertreten: Engineered Ceramics und Performance Materials.
Der deutsche Hauptsitz von Cookson Performance Materials befand sich in Langenfeld, zwischen Köln und Düsseldorf. Mit ca. 350 Mitarbeitern entwickelte, produzierte und vertrieb das Unternehmen dort Spezialchemie (Marke Enthone) und Elektrotechnik (Marke alpha). Seit der Übernahme der Firma ORMECON, in Ammersbek bei Hamburg, befand sich dort das Nano Science Center des Unternehmens.
Der Bereich Engineered Ceramics hatte Geschäfts- und Produktionsstellen in Borken und Grossalmerode.